# Malinnik (Miłomłyn)
Malinnik (deutsch Amalienruh) ist ein Ort in der polnischen Woiwodschaft Ermland-Masuren. Er gehört zur Gmina Miłomłyn (Stadt-und-Land-Gemeinde Liebemühl) im Powiat Ostródzki (Kreis Osterode in Ostpreußen).

## Geographische Lage
Malinnik liegt im Westen der Woiwodschaft Ermland-Masuren, 14 Kilometer nordwestlich der Kreisstadt Ostróda (polnisch Osterode in Ostpreußen).

## Geschichte

### Ortsgeschichte
1812 war das Gründungsjahr für den Gutsort Amalienruh. Am 7. Mai 1874 wurde es ein Amtsdorf und damit namensgebend für einen Amtsbezirk im Kreis Osterode in Ostpreußen im Regierungsbezirk Königsberg (ab 1905: Regierungsbezirk Allenstein). Im Jahre 1910 zählte der Gutsbezirk Amalienruh 156 Einwohner.
Am 15. November 1928 gab der Gutsbezirk Amalienruh seine Eigenständigkeit auf und schloss sich mit der Landgemeinde Groß Altenhagen (polnisch Majdany Wielkie) zur neuen Landgemeinde Groß Altenhagen zusammen.
In Kriegsfolge wurde das gesamte südliche Ostpreußen 1945 an Polen überstellt. Amalienruh erhielt die polnische Namensform „Malinnik“ und ist heute eine Ortschaft im Verbund der Stadt-und-Land-Gemeinde Miłomłyn im Powiat Ostródzki (Kreis Osterode in Ostpreußen), bis 1998 der Woiwodschaft Olsztyn, seither der Woiwodschaft Ermland-Masuren zugehörig. Im Jahre 2011 zählte Malinnik 106 Einwohner.

### Amtsbezirk Amalienruh (1874–1945)
Zum Amtsbezirk Amalienruh gehörten anfangs fünf Orte. Am Ende waren es aufgrund struktureller Veränderungen noch zwei:
| Deutscher Name        | Polnischer Name | Anmerkungen                                            |
| --------------------- | --------------- | ------------------------------------------------------ |
| Amalienruh            | Malinnik        | 1928 in die Landgemeinde Groß Altenhagen eingegliedert |
| Bienau (Landgemeinde) | Bynowo          |                                                        |
| Bienau (Gutsbezirk)   |                 | 1928 in die Landgemeinde Bienau eingegliedert          |
| Groß Altenhagen       | Majdany Wielkie |                                                        |
| Liegen                | Ligi            | 1928 in die Landgemeinde Bienau eingegliedert          |

Im Januar 1945 bildeten nur noch Bienau und Groß Altenhagen den Amtsbezirk Amalienruh.

## Kirche
Bis 1945 war Amalienruh in die evangelische Pfarrkirche Liebemühl in der Kirchenprovinz Ostpreußen der Kirche der Altpreußischen Union, außerdem in die römisch-katholische Kirche Osterode i. Ostpr. eingegliedert.
Heute gehört Malinnik evangelischerseits zur Kirchengemeinde Ostróda in der Diözese Masuren der Evangelisch-Augsburgischen Kirche in Polen sowie katholischerseits zur Kirche in Bynowo (Bienau), einer Filialkirche der Pfarrei in Liwa (Bieberswalde) im Bistum Elbląg (Elbing).

## Verkehr
Malinnik liegt an einer Nebenstraße, die die beiden Mittelzentren Miłomłyn (Liebemühl) und Małdyty (Maldeuten) miteinander verbindet.
Eine Anbindung an den Bahnverkehr gibt es nicht mehr. Bis 1945 war Groß Altenhagen (polnisch Majdany Wielkie) die nächste Bahnstation und lag an der Bahnstrecke Elbing–Osterode (Ostpr.)–Hohenstein. Sie wurde in Kriegsfolge geschlossen und die Anlagen demontiert.